# Polyuréthane projeté
Le polyuréthane projeté est une technique d’isolation thermique des bâtiments. Cette technique est notamment utilisée en Europe et en Amérique du Nord. Le polyuréthane, fabriqué in-situ sur le chantier par des unités mobiles, est projeté sur un support sain, stabilisé et dépourvu d’humidité. En France, l’isolation projetée par projection de polyuréthane est réalisée à l'intérieur des bâtiments  (ITI isolation thermique intérieure) neufs ou dans le cadre de rénovations ou réhabilitations.

## Historique
Les polyuréthanes sont développés dans les années 1930 par Otto Bayer (1902-1982). Il en existe plusieurs types, tous différents les uns des autres en termes d'aspect et de texture. Ils sont utilisés dans un large éventail de produits, des revêtements et adhésifs aux semelles de chaussures, matelas et mousses isolantes. Cependant, la composition chimique de base de chaque type reste fondamentalement la même.
L’usage des polyuréthanes commence à se répandre pendant la Seconde Guerre mondiale. Ils viennent remplacer le caoutchouc, alors coûteux et difficile à obtenir. Pendant la guerre, d’autres applications sont développées, principalement dans le domaine des revêtements, qu’il s’agisse de finitions pour avions ou de vêtements résistants. Quand arrivent les années 1950, les polyuréthanes sont utilisés dans les adhésifs, les élastomères et les mousses rigides puis, dans la seconde moitié de la même décennie, dans des mousses de capitonnage souples semblables à celles employées de nos jours.
Au début des années 1980, le polyuréthane est pour la première fois utilisé dans la construction pour l’isolation thermique grâce à un système d’application dit de projection. Depuis, ce matériau et ce procédé sont couramment utilisés en France dans le bâtiment. Au milieu des années 2000, plusieurs entreprises engagent auprès du Centre Scientifique du Bâtiment (CSTB) des procédures d’Avis Techniques. Les différentes réglementations thermiques, notamment la RT 2012, trouvent dans le polyuréthane projeté la réponse à de nombreuses contraintes notamment celles de l’isolation et de l’étanchéité à l’air.

## Fabrication et production

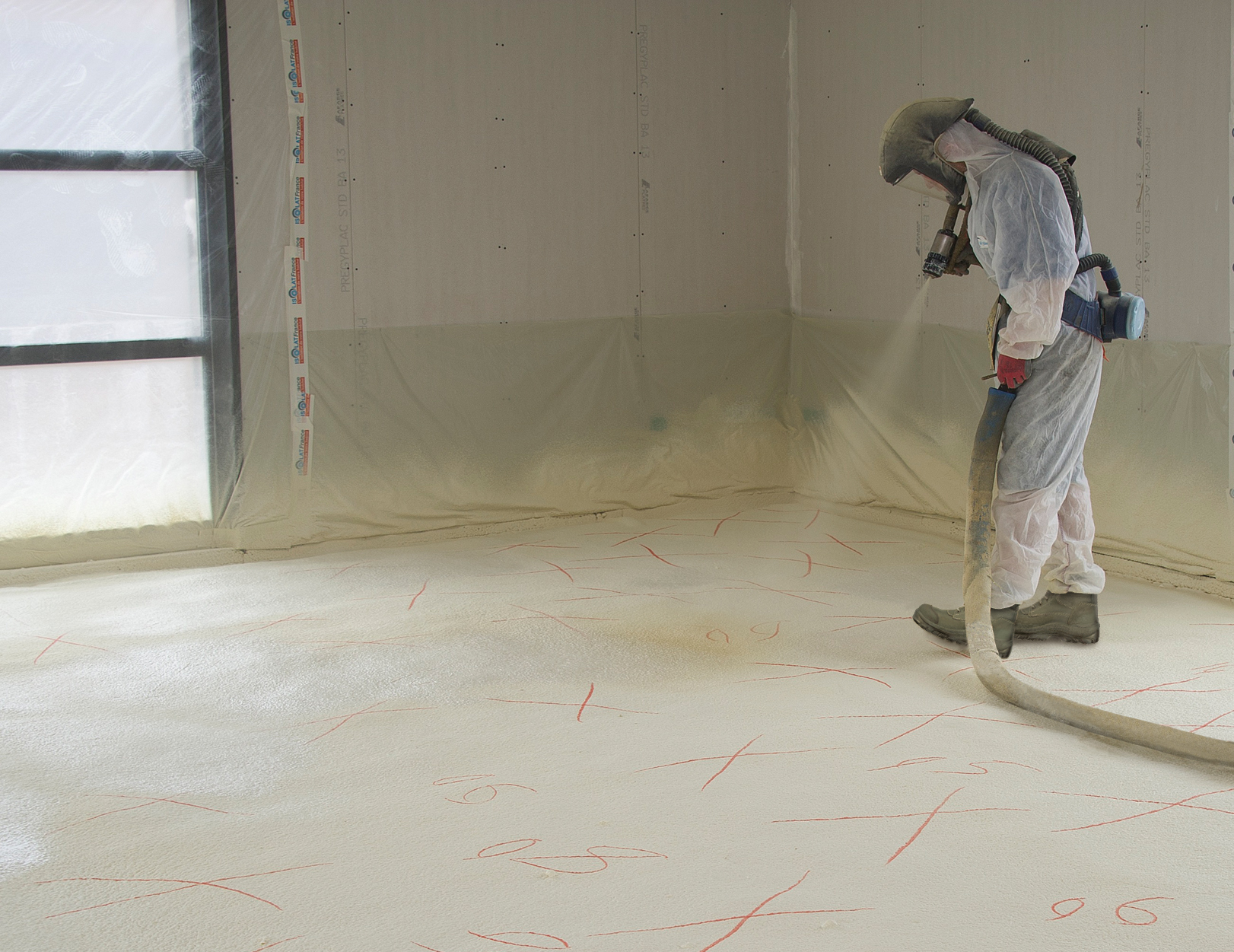
Projection polyuréthane

Le polyuréthane projeté est fabriqué in-situ, c’est-à-dire à même le chantier. La fabrication et la mise en œuvre s’effectuent à partir d’une unité mobile de projection installée dans un véhicule autonome. Les composants (polyol et isocyanate) délivrés par l’usine de production sont versés dans des cuves à l’intérieur du véhicule d’intervention. L’unité mobile de projection gère automatiquement le dosage et le mélange des deux composants. Un tuyau de 40 à 90 m de long achemine les produits sous pression et maintenus en température constante depuis l’unité mobile jusqu’au lieu de projection. Au bout du tuyau, un pistolet de projection va, dans une chambre de mélange, recevoir les composants (polyol et isocyanate) qui, au contact de l’air après pression du technicien projeteur sur une gâchette, vont se mélanger et créer le polyuréthane.
La réalisation de l’isolation comprend la projection d’une première couche de 3 à 5 mm de polyuréthane qui joue un rôle d'accroche, puis des couches successives de 1,5 à 3 cm d’épaisseur. Le polyuréthane obtenu gonfle de 30 fois son volume liquide et sèche en quelques secondes. Le polyuréthane projeté devient rigide, renfermant alors plus de 90 % de cellules fermées. Chaque couche durcie peut recevoir quelques minutes plus tard une nouvelle couche. Les polyuréthanes obtenus permettent une résistance à la compression de l'ordre de 260 kPa sur des épaisseurs de 20 cm maxi pour les plus performants. La densité de ce type de polyuréthanes est supérieure à 35 kg/m3.

## Propriétés du polyuréthane projeté

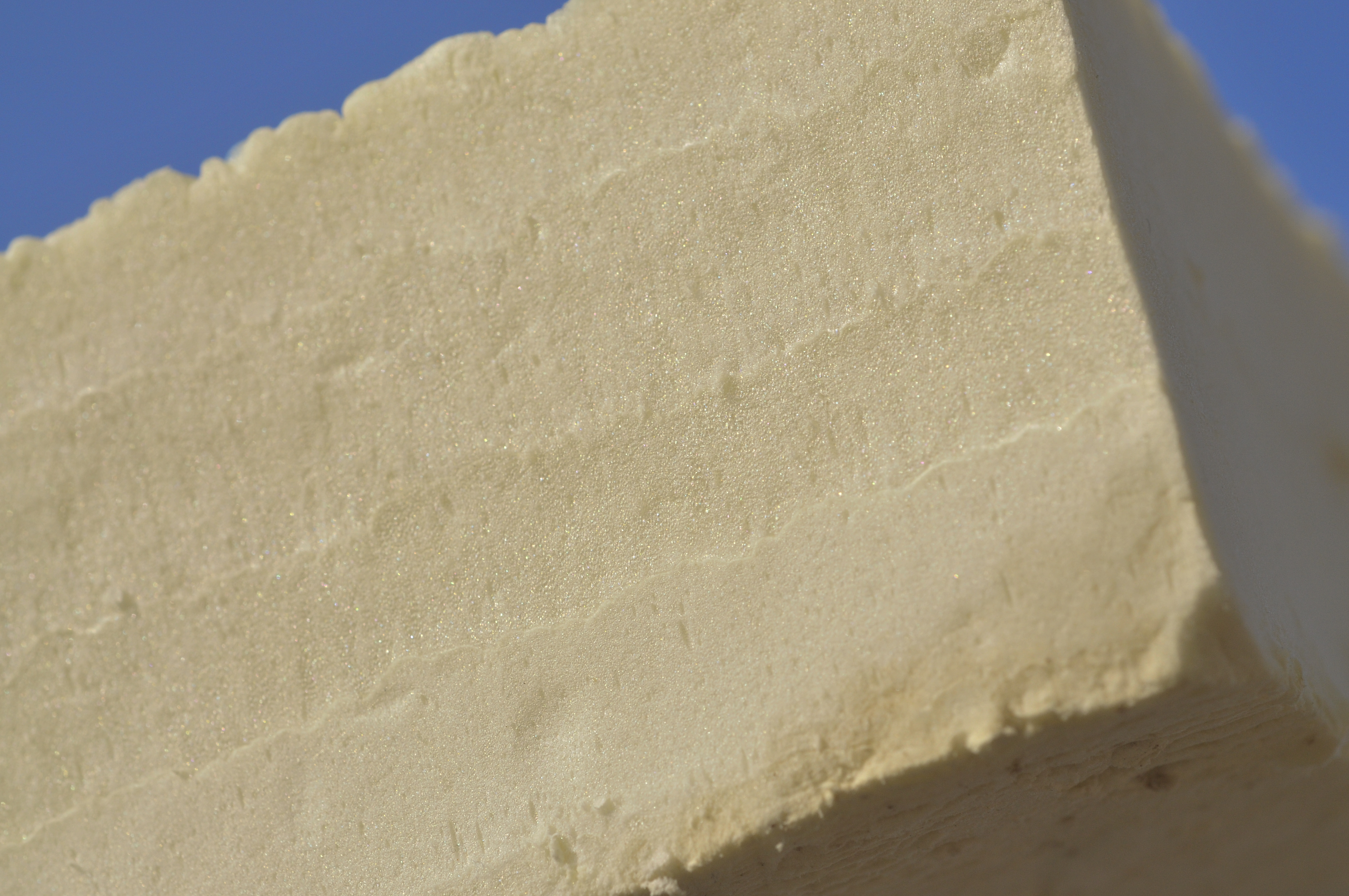
Coupe en tranche de l'isolant projeté

### Propriétés isolantes
Le polyuréthane projeté est un procédé d’isolation thermique et d’étanchéité à l’air. La résistance thermique R du polyuréthane projeté varie d'environ 0,90 m2 K/W pour une épaisseur de 2,5 cm à 8,05 m2 K/W pour une épaisseur de 20 cm. La densité du polyuréthane obtenue joue sur la résistance thermique. Pour le polyuréthane projeté, les couches successives sont comprises entre 1,5 et 3 cm afin d’obtenir une masse volumique supérieure à 35 kg/m3 et garantir ainsi une bonne résistance thermique.

### Polyuréthane et environnement
Le polyuréthane projeté est un produit éco-responsable. Après une quinzaine de minutes suivant sa projection, la matière crée devient inerte, ne dégage ni odeur, ni COV (composés organiques volatils), ni solvant, ni fibres irritantes et est exempt de CFC et de HCFC. Le polyuréthane projeté est élaboré à partir de matières naturelles (amidon de pomme de terre, lécithine de soja…) et de produits recyclés (PET) et est lui-même recyclable. Le polyuréthane projeté est classé A+ dans le cadre de l'étiquetage d'émission de COV. La contribution à la qualité sanitaire des espaces intérieurs est caractérisée par des classes allant de A+ (très faibles émissions) à C (fortes émissions). L’ensemble des données environnementales relatives à l'isolant en polyuréthane projeté in-situ est consigné dans une fiche de déclaration environnementale et sanitaire, disponible sur le site www.inies.fr.
La durée de vie du polyuréthane projeté est identique à celle de la durée de vie du bâtiment isolé, il permet l’économie de plus d’énergie que sa fabrication n’en nécessite pour sa fabrication, son transport, son application et son élimination.
L’isolant en polyuréthane projeté est rigide et imputrescible, il garde ces caractéristiques isolantes à vie. Adhérant à son support, il ne se tasse pas et ne se dégrade pas dans le temps contrairement aux isolants minéraux. L’application par projection du polyuréthane permet une parfaite étanchéité à l’air, donc une suppression définitive des ponts thermiques grâce à une isolation continue, ce qui contribue à une économie sensible des dépenses énergétiques et une réduction notable des émissions de CO2 et gaz à effet de serre des bâtiments.

### Réaction au feu
Le polyuréthane projeté présente une classification à la réaction au feu de type Euroclasse E. Projeté, il ne reste pas apparent et doit être recouvert, au sol par une chape de finition fluide ou traditionnelle et au mur par un parement. La classification finale et donc la résistance au feu de l’ouvrage sera fonction du parement mural ou du matériau recouvrant la projection au sol.

### Domaines d’application
Le polyuréthane projeté est utilisé de façons diverses et variées, en ITE (ITE isolation thermique par l’extérieur) en Espagne, sur des MOB (maisons à ossatures bois) en Amérique du Nord et notamment au Canada. En France, l’utilisation du polyuréthane projeté ne concerne que les ITI (ITI isolation thermique par l’intérieur), seules les applications intérieures étant couvertes par des avis techniques et certifications.